# Aviré
Aviré és un municipi francès situat al departament de Maine i Loira i a la regió de País del Loira. L'any 2007 tenia 426 habitants.

## Demografia

### Població
El 2007 la població de fet d'Aviré era de 426 persones. Hi havia 156 famílies de les quals 40 eren unipersonals (12 homes vivint sols i 28 dones vivint soles), 44 parelles sense fills, 64 parelles amb fills i 8 famílies monoparentals amb fills.
La població ha evolucionat segons el següent gràfic:
Habitants censats

### Habitatges
El 2007 hi havia 180 habitatges, 157 eren l'habitatge principal de la família, 10 eren segones residències i 13 estaven desocupats. 177 eren cases i 2 eren apartaments. Dels 157 habitatges principals, 105 estaven ocupats pels seus propietaris, 50 estaven llogats i ocupats pels llogaters i 2 estaven cedits a títol gratuït; 9 tenien dues cambres, 19 en tenien tres, 36 en tenien quatre i 93 en tenien cinc o més. 127 habitatges disposaven pel capbaix d'una plaça de pàrquing. A 70 habitatges hi havia un automòbil i a 75 n'hi havia dos o més.

### Piràmide de població
La piràmide de població per edats i sexe el 2009 era:
| Homes | Edats   | Dones |
| ----- | ------- | ----- |
| 0     | 95 o +  | 0     |
| 2     | 90 a 94 | 0     |
| 2     | 85 a 89 | 6     |
| 5     | 80 a 84 | 6     |
| 4     | 75 a 79 | 4     |
| 8     | 70 a 74 | 9     |
| 10    | 65 a 69 | 10    |
| 13    | 60 a 64 | 6     |
| 7     | 55 a 59 | 13    |
| 11    | 50 a 54 | 9     |
| 24    | 45 a 49 | 14    |
| 12    | 40 a 44 | 21    |
| 12    | 35 a 39 | 9     |
| 16    | 30 a 34 | 14    |
| 7     | 25 a 29 | 13    |
| 15    | 20 a 24 | 8     |
| 27    | 15 a 19 | 18    |
| 17    | 10 a 14 | 18    |
| 18    | 5 a 9   | 13    |
| 12    | 0 a 4   | 11    |

## Economia
El 2007 la població en edat de treballar era de 283 persones, 222 eren actives i 61 eren inactives. De les 222 persones actives 196 estaven ocupades (107 homes i 89 dones) i 26 estaven aturades (14 homes i 12 dones). De les 61 persones inactives 20 estaven jubilades, 27 estaven estudiant i 14 estaven classificades com a «altres inactius».

### Ingressos
El 2009 a Aviré hi havia 166 unitats fiscals que integraven 465 persones, la mediana anual d'ingressos fiscals per persona era de 16.313 €.

### Activitats econòmiques
Dels 12 establiments que hi havia el 2007, 1 era d'una empresa extractiva, 1 d'una empresa de fabricació de material elèctric, 2 d'empreses de fabricació d'altres productes industrials, 4 d'empreses de construcció, 1 d'una empresa de comerç i reparació d'automòbils, 1 d'una empresa d'hostatgeria i restauració i 2 d'empreses de serveis.
Dels 2 establiments de servei als particulars que hi havia el 2009, 1 era un guixaire pintor i 1 fusteria.
L'any 2000 a Aviré hi havia 40 explotacions agrícoles que ocupaven un total de 1.026 hectàrees.

## Equipaments sanitaris i escolars
El 2009 hi havia una escola elemental.

## Poblacions més properes
El següent diagrama mostra les poblacions més properes.